# Поховані геологічні об'єкти та структури
Поховані геологічні об'єкти та структури — геологічні об'єкти та структури, перекриті товщею пізніших осадових або вулканогенних відкладів.
Розрізняють:
- Поховані тераси
- Похований лід
- Похований рельєф
- Поховані води
- Поховані розсипи

Вивчаються комплексними геологічними методами, зокрема, застосовується технологія структурно-термо-атмо-гідролого-геохімічних досліджень.